# Etiópia nyelvei
Etiópiában 90 önálló nyelvet beszélnek, ebből 80 élő nyelv (77 csak helyi), ötnek nem ismeretesek beszélői. E nyelvek többsége az afroázsiai nyelvcsalád sémi, kusita és omói ágához tartozik, de a nílus-szaharai nyelvcsalád nyelvei is képviseltetik magukat. Az etiópiai nyelveken belül helyezkedik el az úgynevezett etióp nyelvterület, mely csak az afroázsiai nyelveket tartalmazza, és ezen belül található az etiópiai sémi nyelvek egysége.

## A
- Aari:  (Más megnevezése: sankella, ari, ara, aro, aarai, sankilla, sankillinya, sankilligna). Nyelvjárásai: Gozza, Bako (Baco), Biyo (Bio), Galila, Laydo, Seyki, Shangama, Sido, Wubahamer (Ubamer), Zeddo.
- Aderi (lásd harari alatt)
- Afar: (más megnevezése: afaraf, danakil, denkel). Nyelvjárásai: észak-afar, közép-afar, Aussa, Baadu
- Agav: (más megnevezése: Awiya, Awgni, Awi, Agau, Agew, Agow, Awawar, Damot, Kwollanyoch)
- Alaba: (más megnevezése: allaaba, halaba)
- Amhara (más megnevezése: amarəñña, amarinya, amarigna). Nyelvjárásai: Addisz-Abeba, seva, wollo, gojjam, gondar
- Anfillo
- angol: (a felsőoktatás nyelve)
- Anyua: (más megnevezése: anuak, anyuak, anywa, anywak, yambo, jambo, yembo, bar, burjin, Miroy, Moojanga, Nuro) Nyelvjárásai: Adoyo, Coro, Lul, Opëno.
- Arbore (más megnevezése: Arbora, Erbore, Irbore)
- Argobbaa. Nyelvjárások: Aliyu Amba, Harar, Shonke
- arab: a muszlimok beszélik a vallási szertartások alkalmával

## B
- Baiso: (más megnevezése: Bayso, Alkali)
- Bambassi: (más megnevezése: Bambesi, Siggoyo, Amam, Fadiro, észak-mao, Didessa). Nyelvjárásai: Kere, Bambassi
- Basketo: (más megnevezése: Basketto, Baskatta, Mesketo)
- Bench: (más megnevezése: Gimira, Ghimarra, Gimarra, Dizu). Nyelvjárásai: Bench (Bencho, Benesho), Mer (Mieru), She (Sce, Kaba)
- Berta: (más megnevése: Beni Shangul, Bertha, Barta, Burta, Wetawit, Jebelawi). Nyelvjárásai: Shuru, Bake, Undu, Mayu, Fadashi, Dabuso, Gobato.
- Birale: (más megnevezése: Ongota, Birelle, Ifa'ongota, Shanqilla), kihalt nyelv
- Boró: (más megnevezése: Bworo, Shinasha, Scinacia). Nyelvjárásai: Amuru, Wembera, Gamila, Guba.
- Burji: (más megnevezése: Bambala, Bembala, Daashi)
- Bussa: (más megnevezése: Dobase, Doopace, Dopaasunte, Lohu, Mashile, Mashelle, Masholle, Mosiye, Musiye, Gobeze, Gowase, Goraze, Orase)

## C
- Chara (más megnevezése:Ciara)

## D
- Daasanach: (más megnevezése: Dasenech, Daasanech, Dathanaik, Dathanaic, Dathanik, Gheleba, Geleba, Geleb, Gelebinya, Gallab, Galuba, Gelab, Gelubba, Dama, Marille, Merile, Merille, Morille, Reshiat, Russia, Shangilla)
- Dime: (más megnevezése: Dima)
- Dirasha: (más megnevezése: Dhirasha, Diraasha, Dirayta, Gardulla, Ghidole, Gidole)
- Dizi: (más megnevezése: Maji, Dizi-Maji, Sizi, Twoyu) Dialekte: Related to Sheko, Nayi.
- Dorze

## G
- Gafat (kihalt nyelv)
- Gamo-Gofa-Dawro. Nyelvjárásai: Gamo (Gemu), Gofa (Goffa), Dawro (Dauro, Kullo, Cullo, Ometay).
- Ganza (más megnevezése: Ganzo, Koma)
- Gawwada: (más megnevezése: Gauwada, Gawata, Kawwad'a, Kawwada). Nyelvjárásai: Dihina (Tihina, Tihinte), Gergere (K'ark'arte), Gobeze, Gollango (Kollanko), Gorose (Gorrose, Korrose), Harso (Worase)
- Ge'ez: (Gəʿəz, etióp, óetióp, az etióp ortodox egyház nyelve)
- Gedeó: (más megnevezése: Geddeo, Deresa, Derasa, Darasa, Derasanya, Darassa)
- Gumuz: (más megnevezése: Bega-Tse, Sigumza, Gumuzinya, Gumis, Gombo, Mendeya, Shankillinya, Shankilligna, Shanqilla, Debatsa, Debuga, Dehenda, Bega). Nyelvjárásai: Guba, Wenbera, Sirba, Agalo, Yaso, Mandura, Dibate, Metemma.

## H
- Hadiyya (más megnevezése: Adiya, Adiye, Hadiya, Hadya, Adea, Hadia). Nyelvjárásai: Leemo, Soro
- Hamer-Banna (más megnevezése: Hamar-Koke, Hammercoche, Amarcocche, Cocche, Beshada, Hamer, Hammer, Hamar, Amer, Amar, Ammar, Banna, Bana, Kara Kerre)
- Harari (más megnevezése: Aderi, Adare, Adere, Aderinya, Adarinnya, Hararri, Gey Sinan)
- Hozo (más megnevezése: Begi-Mao)

## I
- Inor (más megnevezése: Ennemor). Nyelvjárásai: Enegegny (Enner)

## K
- Kachama-Ganjule: (más megnevezése: Gats'ame, Get'eme, Gatame). Nyelvjárások: Ganjule (Ganjawle), Ganta, Kachama
- Kacipo-Balesi . Nyelvjárások: Balesi (Baale, Bale), Zilmamu (Silmamo, Zelmamu, Zulmamu, Tsilmano), Kacipo (Kachepo, Suri, Western Suri)
- Kafa (más megnevezése: Kaficho, Kefa, Keffa, Kaffa, Caffino, Manjo). Nyelvjárások: Kafa, Bosha (Garo)
- Kambaata (más megnevezése: Kambatta, Kambata, Kembata, Kemata, Kambara, Donga. Nyelvjárások: Tambaro, Timbaro (Timbara, Timbaaro), Qebena (Qabena, Kebena, K'abena))
- Karo (más megnevezése: Kerre, Cherre, Kere)
- Kistane: (más megnevezése: Soddo, Soddo Gurage, North Gurage). Nyelvjárások: Suddo (Aymallal, Aymellel, Kestane, Kistane), Dobi (Dobbi, Gogot, Goggot)
- Komo: (más megnevezése: Madiin, Koma, South Koma, Central Koma). Nyelvjárások: Begi, Daga
- Konso: (más megnevezése: Komso, Conso, Gato, Af-Kareti, Karate, Kareti)
- Koorete: (más megnevezése: Amarro, Amaarro, Badittu, Nuna, Koyra, Koore, Kwera)
- Kunfel: (más megnevezése: Kunfäl, Kunfal, Kumfel, Kunefel)
- Kvama: (más megnevezése: Takwama, Gwama, Goma, Gogwama, Koma of Asosa, North Koma, Nokanoka, Afan Mao, Amam, T'wa Kwama)
- Kvegu: (más megnevezése: Koegu, Kwegi, Bacha, Menja, Nidi). Nyelvjárások: Yidinich (Yidinit, Yidi), Muguji

## L
- Libido: (más megnevezése: Maraqo, Marako)

## M
- Majang: (más megnevezése: Mesengo, Masongo, Masango, Majanjiro, Tama, Ojanjur, Ajo, Ato Majang, Ato Majanger-Onk)
- Male
- Me'en: (más megnevezése: Mekan, Mie'en, Mieken, Meqan, Men). Nyelvjárások: Bodi (Podi), Tishena (Teshina, Teshenna)
- Melo: (más megnevezése: Malo)
- Mesqan: (más megnevezése: Masqan, Meskan)
- Murle: (más megnevezése: Murele, Merule, Mourle, Murule, Beir, Ajibba). Nyelvjárások: Olam (Ngalam, Bangalam)
- Mursi: (más megnevezése: Murzi, Murzu, Merdu, Meritu, Dama)

## N
- Nayi: (más megnevezése: Na'o, Nao)
- Nuer: (más megnevezése: Naath). Nyelvjárások: keleti-nuer (Ji, Kany, Jikany, Door, Abigar)
- Nyangatom (más megnevezése: Inyangatom, Donyiro, Dongiro, Idongiro)

## O
- Ongota, kihalt
- Opuuo: (más megnevezése: Opo-Shita, Opo, Opuo, Cita, Ciita, Shita, Shiita, Ansita, Kina, Kwina, Langa)
- Oromó: (más megnevezése: Afan Oromo, déli-Oromo, Galla, Gallinya, Galligna). Nyelvjárások: Borana (Boran, Borena), Arsi (Arussi, Arusi), Guji (Gujji, Jemjem), Kereyu, Salale (Selale), Gabra (Gabbra, Gebra)
- Oyda

## Q
- Qimant (más megnevezése: Nyugati-agau, Kimanteney, Nyugati-agav). Nyelvjárásai: Qimant (Kemant, Kimant, Kemanat, Kamant, Chemant, Qemant), Dembiya (Dembya, Dambya), Hwarasa (Qwara, Qwarina, Kara), Kayla, Semyen, Achpar, Kwolasa (Kwolacha).

## S
- Saho: (más megnevezése: Sao, Shaho, Shoho, Shiho). Nyelvjárások: Irob.
- Sebat Bet Gurage: (más megnevezése: középnyugati Gurage, Nyugati Gurage, Guragie, Gouraghie, Gurague). Nyelvjárások: Csaha (Cheha), Ezha (Eza, Izha), Gumer (Gwemarra), Gura, Gyeto, Muher
- Seze: (más megnevezése:Sezo)
- Shabo: (más megnevezése: Shako, "Mekeyer", "Mikeyir", "Mikair")
- Shekkacho: (más megnevezése: Mocha, Shakacho, Shekka)
- Sheko: (más megnevezése: Shekko, Shekka, Tschako, Shako, Shak). Nyelvjárások: Dorsha, Bulla (Daan, Dan, Daanyir)
- Sidama: (más megnevezése: Sidámo 'Afó, Sidamo, Sidaminya)
- Silt'e: (más megnevezése: East Gurage, Selti, Silti). Nyelvjárások: Enneqor (Inneqor), Ulbarag (Urbareg), Wolane (Walane)
- Szomáli
- Surma: (más megnevezése: Suri, Shuri, Churi, Dhuri, Shuro, keleti-Suri). Nyelvjárások: Tirma (Tirima, Terema, Terna, Dirma, Cirma, Tirmaga, Tirmagi, Tid), Chai (Cai, Caci)

## T
- Tigrinya (más megnevezése: Tigrinja, Tigrigna, Tigrinya)
- Tsamai: (más megnevezése: Ts'amay, S'amai, Tamaha, Tsamako, Tsamakko, Bago S'aamakk-Ulo, Kuile, Kule, Cule)
- Turkana

## U
- Uduk (más megnevezése: Twampa, Kwanim Pa, Burun, Kebeirka, Othan, Korara, Kumus)

## W
- Wolaytta: (más megnevezése: Wellamo, Welamo, Wollamo, Wallamo, Walamo, Ualamo, Uollamo, Wolaitta, Wolaita, Wolayta, Wolataita, Borodda, Uba, Ometo). Nyelvjárások: Zala, Dorze, Melo

## X
- Xamtanga (más megnevezése: Khamtanga, Simt'anga, Agawinya, Xamta, Xamir)

## Y
- Yemsa (más megnevezése: Yem, Janjerinya, Janjor, Yangaro, Zinjero). Nyelvjárások: Fuga of Jimma, Toba

## Z
- Zay (más megnevezése: Zway, Lak'i, Laqi, Gelilla)
- Zayse-Zergulla (más megnevezése: Zaysse). Nyelvjárások: Zergulla (Zergullinya), Zayse